# 27347 Dworkin
27347 Dworkin è un asteroide della fascia principale. Scoperto nel 2000, presenta un'orbita caratterizzata da un semiasse maggiore pari a 2,2776167 UA e da un'eccentricità di 0,0889830, inclinata di 5,99540° rispetto all'eclittica.